# Pack of Cigarettes (cortometraje)
 Dross  ("Paquete de Cigarrillos") es un cortometraje independiente norteamericano biográfico, dramático, de acción y romance producido por Serge Levin, Michael Choe, Ari Barkan y Amy Geist, y escrito y dirigido por Serge Levin. "Pack of Cigarettes" (también conocido como "Kino" y "Kino: Pack of Cigarettes") fue filmado en New York, y es protagonizado por Serge Levin, Ari Barkan, Amy Geist y Michael Choe. A su vez, el cortometraje dura 30 minutos y será estrenado en 2017. "Pack of Cigarettes" está basado en la biografía de la banda rusa de Post Punk y New Wave "Kinó".

## Sinopsis
El cortometraje narra la historia de la banda rusa "Kinó", reconocida en la década del '80, y que obtuvo un status de banda de culto a partir de la muerte de su líder, Viktor Tsoi, el 15 de agosto de 1990.

## Reparto
- Serge Levin: Yuri Kasparyan.
- Michael Choe: Viktor Tsoi.
- Ari Barkan: Michael Feinstein.
- Amy Geist: Joanna Stingray.